# Riječna preslica
Riječna preslica (vodena preslica, lat. Equisetum fluviatile; sin. Equisetum limosum), vrsta zeljastog vodenog bilja iz porodice presličvki. Staništa su joj plitke vode i močvare po Europi, Aziji i Sjevernoj Americi, a raste i u Hrvatskoj. Može ju se naći i uz obale potoka i po kanalima.
Riječna preslica je trajnica čija uspravna stabljika naraste od 30 do 120 cm visine. Stabljika je šuplja, glatka, jednostavna, ili u gornjem dijelu razgranata. Razmnožava se sporama i rizomima.
Ime vrste dolazi iz latinske riječi fluvius (rijeka, potok).

## Sinonimi
- Equisetum fluviatile var. attenuatum (Milde) A.A.Eaton
- Equisetum fluviatile f. attenuatum (Milde) Vict. ex Dutilly & Lepage
- Equisetum fluviatile var. brachycladon (Döll) A.A.Eaton
- Equisetum fluviatile var. intermedium A.A.Eaton
- Equisetum fluviatile var. leptocladon (Döll) A.A.Eaton
- Equisetum fluviatile var. limosum (L.) Farw.
- Equisetum fluviatile f. limosum (L.) Satou
- Equisetum fluviatile f. linnaeanum (Döll) M.Broun
- Equisetum fluviatile f. minus M.Broun
- Equisetum fluviatile f. natans (Vict.) M.Broun
- Equisetum fluviatile var. polystachium (Brückn.) A.A.Eaton
- Equisetum fluviatile f. polystachium (Brückn.) M.Broun
- Equisetum fluviatile f. uliginosum (Muhl. ex Willd.) Macloskie & Dusén
- Equisetum fluviatile var. verticillatum (Döll) A.A.Eaton
- Equisetum limosum L.
- Equisetum limosum var. attenuatum Milde
- Equisetum limosum f. brachycladon Döll
- Equisetum limosum var. candelabrum Hook.
- Equisetum limosum var. leptocladon Döll
- Equisetum limosum f. leptocladon Döll
- Equisetum limosum f. linnaeanum Döll
- Equisetum limosum var. minus A.Braun ex Engelm.
- Equisetum limosum f. minus Döll
- Equisetum limosum f. natans Vict.
- Equisetum limosum f. polystachium (Brückn.) Luerss.
- Equisetum limosum var. polystachyum A.Braun ex Engelm.
- Equisetum limosum var. verticillatum Döll
- Equisetum polystachium Brückn.
- Equisetum uliginosum Muhl. ex Willd.

## Vanjske poveznice
- E. fluviatile
- E. fluviatile
- E. fluviatile
- Nuphar pumila i E. fluviatile
- E. fluviatile